# 云南金莲花
云南金莲花（学名：Trollius yunnanensis）为毛茛科金莲花属下的一个种。种加词 yunnanensis 意为“云南的”。